# Gabriela Chibana
Gabriela Chibana, född 7 augusti 1993, är en brasiliansk judoutövare.
Chibana tävlade för Brasilien vid olympiska sommarspelen 2020 i Tokyo. Hon besegrade Harriet Boniface i den första omgången i extra lättvikt, men blev därefter utslagen i den andra omgången av Distria Krasniqi.